# Rantoul (Illinois)
Rantoul è un comune degli Stati Uniti d'America, situato nell'Illinois, nella contea di Champaign.